# V362 Геркулеса
V362 Геркулеса (лат. V362 Herculis) — одиночная переменная звезда в созвездии Геркулеса на расстоянии приблизительно 16243 световых лет (около 4980 парсек) от Солнца. Видимая звёздная величина звезды — от +14,4m до +13,3m.
Открыта Владимиром Платоновичем Цесевичем в 1958 году*.

## Характеристики
V362 Геркулеса — жёлто-белая пульсирующая переменная звезда типа RR Лиры (RRAB) спектрального класса F. Эффективная температура — около 6595 K.